# Аутільйо-де-Кампос
Аутільйо-де-Кампос (ісп. Autillo de Campos) — муніципалітет в Іспанії, у складі автономної спільноти Кастилія-і-Леон, у провінції Паленсія. Населення — 155 осіб (2010).
Муніципалітет розташований на відстані близько 210 км на північний захід від Мадрида, 23 км на захід від Паленсії.

## Демографія
Динаміка населення (INE ):

## Природне середовище
Аутільо-де-Кампос — невелике село, розташоване на рівнині природного регіону Campos-La Nava, на заході провінції Паленсія, з річкою Valdeginate як північно-західною межею. Село розташоване на невеликій відстані на захід від дороги між Frechilla та Villarramiel, а також дуже близько на північ від дороги, що веде з останньої до Fuentes de Nava. Однак жодна з цих доріг не проходить через центр, і тому три дороги третього рівня з'єднують центр з ними.
Муніципалітет є частиною спеціальної природоохоронної зони для птахів під назвою La Nava - Campos Norte, що належить до мережі Natura 2000.

## Комунікації
Навколо міста проходять регіональні дороги P-942 і P-933, а до центру міста можна дістатися через дорогу PP-9221, яка з'єднує їх.
| Іспанія | Це незавершена стаття з географії Іспанії. Ви можете допомогти проєкту, виправивши або дописавши її. |